# Floriano Faissal
Floriano Faissal (São Paulo, 22 de fevereiro de 1907 - Rio de Janeiro em 26 de março de 1986) foi um ator, radioator e compositor brasileiro.

## Biografia
Floriano Faissal começou sua carreira como figurante de teatro e escrevendo comédias e revistas musicais, mas foi no rádio a partir de 1938 quando entra para a Rádio Nacional para escrever esquetes para o programa Luis Vassalo que sua carreira decolou.
Ele foi um dos mais famosos radioator das décadas de 1940 e 1950 na Rádio Nacional e chegou a se tornar diretor do Departamento de Rádioteatro da emissora. Na década de 1960 ele virou compositor de músicas e temas para programas na TV Rio. Terminou sua carreira profissional produzindo e dirigindo programas para o Projeto Minerva e o Mobral na Funtevê e depois na Rádio MEC.
No cinema ele fez apenas dois filmes, sendo o mais conhecido, "Inconfidência Mineira", na década de 1940.

## Filmografia
| Ano  | Título                | Personagem |
| ---- | --------------------- | ---------- |
| 1940 | Argila                | Barrocas   |
| 1948 | Inconfidência Mineira | —          |